# Robots
Robots è un film d'animazione del 2005 diretto da Chris Wedge e co-diretto da Carlos Saldanha, secondo lungometraggio della casa di animazione Blue Sky Studios. Basato su una storia originale di Chris Wedge e William Joyce, il film è una commedia fantascientifica ambientata in un mondo interamente popolato da robot e comprende un cast vocale stellare formato da Ewan McGregor, Robin Williams, Halle Berry, Amanda Bynes e Mel Brooks.

## Trama
Rodney Copperbottom è un giovane robot cresciuto in una cittadina nota come Rivet Town, in una famiglia non esattamente in buone condizioni economiche, tanto che per i suoi pezzi di crescita è stato costretto a usare pezzi smessi dai cugini per molto tempo. Rodney nutre la speranza di diventare un inventore, sia per mostrare il suo talento, sia per aiutare il padre nel ristorante in cui lavora con il genitore, il quale fa il lavapiatti. Perciò, armato solo del suo speciale talento inventivo, decide di trasferirsi a Robot City, dove spera di incontrare il suo idolo, Bigweld, geniale inventore e fondatore delle omonime industrie.
L'arrivo in città è piuttosto rocambolesco, ma riesce comunque ad arrivare alle industrie Bigweld, ma gli viene chiusa la porta in faccia a causa della nuova politica aziendale della compagnia, incentrata più sul profitto che sullo sviluppo, ideata e portata avanti da Ratchet, colui che apparentemente ha scalzato Bigweld dalla presidenza, che decide di non costruire più i pezzi di ricambio per i "vecchi" robot, obbligando così ad acquistare i costosi nuovi pezzi. Dalla sua parte Ratchet ha la complicità della temibile Madame Gasket, la madre, che lavora alla conduzione di una enorme fonderia in cui i vecchi robot raccattati dalle strade vengono portati tramite macchinari noti come Spazzole per essere fusi, in modo da eliminare i robot da loro considerati peggiori o "ferrivecchi". Dopo essere stato cacciato in malo modo, Rodney conosce i Rusties, un gruppo di robot di strada, composti da Fender, Crank, Diesel e Piper, dei quali conquista la fiducia dopo aver riparato a Fender il collo; grazie a loro viene ospitato dalla signora Fanny assieme agli altri robot senza fissa dimora. Intanto cominciano le proteste per la mancanza di pezzi di ricambio in città, fino a che non si sparge la voce che Rodney è capace di aggiustare robot considerati "fuori produzione" senza bisogno dei componenti nuovi. Questo complica non poco i piani di Rachet e di Gasket, i quali devono evitare che il robot diventi una minaccia ai loro futuri profitti.
Rodney intanto continua a ricevere robot desiderosi di una sistemata, ma nemmeno lui può fare miracoli, visto che per alcuni sono necessarie vere e proprie parti, fino a che non riceve notizie da sua madre che suo padre sta male, e senza pezzi di ricambio morirà. Il giovane robot cerca quindi Bigweld, nella speranza che rimetta in produzione ciò di cui i robot come suo padre hanno bisogno e, durante un gala alle industrie Bigweld a cui si è intrufolato incontra Cappy, una dirigente delle industrie che lo prende subito in simpatia e dopo averlo fatto fuggire via perché scoperto da Ratchet, i due si recano dal vecchio Bigweld, che si vede desolato nella sua abitazione, intento a costruire enormi domino dopo che il suo desiderio di rendere migliore la vita è stato rimpiazzato dal fare soldi di Ratchet. Ciò nonostante, il vecchio robot rimane colpito dal giovane e dalle sue parole e si ripresenta nella sua azienda, scoprendo che ha ancora il controllo per licenziare Ratchet, ma questi gli fa perdere i sensi. Rodney, Cappy e i Rusties (che hanno lasciato Piper e la zia Fanny dietro per la loro salvezza) salvano Bigweld, ma Ratchet li intercetta e li insegue verso la Fonderia, dove riesce a intrappolare Bigweld nell'area di fusione metalli. Dopo aver creato armi improvvisate e "aggiornamenti" da parti di scarti, Rodney, Cappy e i Rusties affrontano Gasket prima che lei possa sciogliere Bigweld nella sua fornace, ma sono ostacolati dagli operai di Gasket e dall'ultima invenzione di Ratchet: un nuovo modello di Spazzole più grandi e più letali rispetto alle prime. Per fortuna Piper e  Fanny si uniscono a loro con un esercito di robot fuori produzione aiutati da Rodney in passato. Cappy, i Rusties e gli altri robot combattono gli operai e Gasket viene distrutta da Wonderbot che la fa cadere nella fornace; Rodney e Bigweld immobilizzano le nuove Spazzole e sconfiggono Ratchet, distruggendo i suoi aggiornamenti nel processo. Prendendo nuovamente il controllo della Bigweld Industries, Bigweld promette di mettere a disposizione tutti i pezzi di ricambio.
Successivamente, Bigweld tiene una cerimonia pubblica a Rivet Town, dove nomina Rodney come il suo nuovo secondo in comando ed eventuale successore. Rodney fornisce a Herb nuove parti di ricambio; come regalo finale ringraziandolo per aver creduto in lui, gli dà uno strumento simile a un trombone per realizzare i suoi sogni di musicista. Dopo un inizio traballante, Herb guida Rodney, Cappy, i Rusties, Bigweld e gli abitanti della città in un'interpretazione di Get Up Offa That Thing.

## Personaggi
- Rodney Copperbottom è il protagonista del film. È un giovane robot blu con una grande aspirazione ed è molto entusiasta e determinato. Essere un inventore è l'unica cosa che vuole fare più di ogni altra cosa al mondo, dal momento che ha mostrato un interesse in ciò da quando ha visto per la prima volta Bigweld in televisione. Rodney va a Robot City per cercare di incontrare il suo idolo, ma non ci riesce subito. Quando Bigweld entra in scena più tardi, egli non è come Rodney si aspettava che fosse, ma il grande inventore torna per aiutare lui e i suoi amici a combattere contro Ratchet dopo un cambio di umore. Alla fine, Rodney diventa il braccio destro e l'eventuale successore per Bigweld.
- Fender è il membro capo dei Rusties. È un arrugginito robot rosso, è eccentrico e perde continuamente pezzi, gag ricorrente nel film. Quando appare per la prima volta, cerca di truffare Rodney dicendo che gli deve cinquanta dollari per una foto. Si incontrano di nuovo sul sistema di transito di fabbrica di Bigweld. Fender poi perde la testa dopo aver tentato di scappare con il piede di Rodney, ma viene aggiustato da Rodney. Dopo di che, i due diventano migliori amici. Quando Fender cerca Bigweld con Rodney sotto mentite spoglie, si innamora di una ragazza di nome Loretta Geargrinder e torna a casa tardi. Viene improvvisamente catturato da una delle spazzatrici e viene portato alla rottamazione, dove perde la metà inferiore e la sostituisce con quello che una volta apparteneva a un robot femmina. Nella battaglia finale, sconfigge un paio di scagnozzi di Madame Gasket semplicemente ballando …Baby One More Time di Britney Spears. Alla fine reincontra la sua amata Loretta a Rivet Town, dove la donna cade letteralmente tra le braccia di Fender, che in quel momento si staccano.
- Cappy è una dirigente della Bigweld Industries. È giovane, esile e bella, e non è d'accordo con il piano diabolico di Ratchet. Quando incontra Rodney per la prima volta, lo prende subito in simpatia a causa del suo entusiasmo nel voler essere un inventore come Bigweld. Lo salva poi dalle grinfie delle guardie di sicurezza e Rodney la convince a portarlo a casa di Bigweld. Quando Rodney è lacerato emotivamente e deluso da Bigweld e ha intenzione di tornare a casa, Cappy gli dimostra la sua comprensione. Nella battaglia finale, si vedono lei e Piper combattere fianco a fianco.
- Piper è la sorella minore di Fender. È un robot adolescente giallo con due dispositivi sulla testa che assomigliano a trecce, è energetica e con un grande cuore. Quando incontra Rodney, lei lo rimprovera perché pensa abbia rotto Fender, ma poi si ferma, dicendo che è carino. Nonostante il fatto che lei sia spesso in rivalità con Fender, lo protegge spesso ogni volta che è in difficoltà con qualcosa. Durante la scena di inseguimento, Fender le dice di stare dietro, credendo che avrebbe potuto farsi male se fosse andata con Fender e gli altri Rusties, in più si nota un leggero tocco di gelosia per Cappy. Nel corso della battaglia, Piper e Cappy combattono fianco a fianco.
- Ratchet è l'antagonista secondario del film; è un robot grigio, dal carattere sarcastico e arrogante. Collabora con sua madre, Gasket, al fine di eliminare i robot obsoleti e per favorire la diffusione delle nuove componenti da lui ideate. Viene, alla fine, sconfitto dai robot protagonisti che distruggono i suoi progetti.
- Madame Gasket è l'antagonista principale del film; è una robot crudele e spietata. Lavora alla grande fonderia, nella quale trasforma robot vecchi, o pezzi di essi, in nuove componenti. Sprona il figlio Ratchet a eliminare i robot vecchi e lo aiuta nel suo piano. Viene sconfitta da Wonderbot, il quale, spingendola, la fa precipitare nella fornace.

## Produzione
Nel 2000 Chris Wedge e William Joyce avevano iniziato a sviluppare un film d'animazione basato sul libro di Joyce Santa Calls, senza però riuscirci. Così hanno sviluppato un'idea originale su un mondo popolato da soli robot. Hanno presentato il progetto a Chris Meledandri nel 2001 che, sebbene non fosse interessato al progetto, ha comunque dato il via libera al progetto lavorandoci come produttore esecutivo. La produzione è iniziata dopo il rilascio de L'era glaciale nel 2002, con Wedge che ha riunito la troupe del loro primo film assieme al co-regista Carlos Saldanha. Il film venne annunciato a giugno del 2003 dalla Fox.

## Distribuzione
Il film è stato distribuito dalla 20th Century Fox negli Stati Uniti a partire dall'11 marzo 2005. La prima proiezione nelle sale italiane fu il 24 marzo dello stesso anno, sempre con la distribuzione della 20th Century Fox.

## Promozione
(slogan promozionale e frase ricorrente del film)

## Accoglienza

### Incassi
Il film, a fronte di un budget stimato in 75 milioni di dollari, ha incassato a livello globale 260 718 330 $. È stato il film con il minore incasso della Blue Sky Studios.

### Critica
Il film ha ricevuto recensioni miste. Su Rotten Tomatoes detiene un 64% di gradimento basato su 182 recensioni professionali, con un voto medio di 6,55 su 10. Ha ricevuto un punteggio di 64/100 su Metacritic basato su 33 recensioni e un punteggio medio di 6.5/10 su Rotten Tomatoes basato su 177 recensioni.

## Beneficenza
La 20th Century Fox Home Entertainment e la Ballarini, azienda che produce pentole antiaderenti, hanno creato una pentola che si ispira alla trama e ai personaggi del film chiamata "Lollypot". Il ricavato è stato devoluto alla Fondazione Francesca Rava - N.P.H.- Italia Onlus per attrezzare le cucine e i refettori di un ospedale pediatrico in costruzione a Haiti.